# Put Your Hands Up 4 Detroit
«Put Your Hands Up 4 Detroit» — песня, записанная нидерландским диджеем Федде Ле Грандом в 2006 году.

## Релиз
Песня содержит сэмпл из трека Мэттью Дир и Disco D «Hands Up for Detroit».
Песня была выпущена в Нидерландах лейблом Flamingo Recordings 26 июня 2006 года и достигла четвёртого места в голландском чарте. Она была выпущена в остальной Европе (кроме Великобритании) в августе 2006 года и пользовался неуклонно растущей популярностью.
В Соединенном Королевстве сингл первоначально достиг первого места в танцевальном чарте и пятьдесят третьего места в сингловом чарте, прежде чем был выпущен на CD, виниловых пластинках и в цифровом формате. Она была полностью выпущена в Великобритании 23 октября 2006 года и поднялась на второе место в чарте, продав 46 000 копий. На следующей неделе песня поднялась на первое место. Она оставалась на первом месте в течение одной недели, а потом была смещена синглом «The Rose» группы Westlife. Песня стала двадцатым самым продаваемым синглом года в Великобритании.
Как в Великобритании, так и в Австралии песня была выпущена под названием «Put Your Hands Up For Detroit», причем «4» было заменено на «for». Песня также была ремикширована в Великобритании, Германии и Испании и включала куплеты рэперов Bizarre и King Gordy.

## Чарты
| Чарт (2006-07)                                  | Пиковая позиция |
| ----------------------------------------------- | --------------- |
| Австралия (ARIA)                                | 8               |
| Австрия (Ö3 Austria Top 40)                     | 56              |
| Бельгия/Фландрия (Ultratop 50)                  | 14              |
| Бельгия/Валлония (Ultratip Bubbling Under)      | 1               |
| Дания (Tracklisten)                             | 5               |
| Европейский союз (Eurochart Hot 100)            | 4               |
| Европейский союз (Billboard Euro Digital Track) | 1               |
| Финляндия (Suomen virallinen lista)             | 1               |
| Франция (SNEP)                                  | 34              |
| Германия (GfK)                                  | 78              |
| Ирландия (IRMA)                                 | 3               |
| Нидерланды (Dutch Top 40)                       | 4               |
| Нидерланды (Single Top 100)                     | 5               |
| Шотландия (OCC Scotland)                        | 1               |
| Швеция (Sverigetopplistan)                      | 44              |
| Швейцария (Schweizer Hitparade)                 | 61              |
| Великобритания (OCC UK Singles)                 | 1               |
| Великобритания (OCC UK Dance)                   | 1               |
| США (Billboard Dance/Mix Show Airplay)          | 11              |
| США (Billboard Dance Songs/Global)              | 1               |
| США (Billboard Dance Single Sales)              | 24              |

## Сертификации и продажи
| Регион                                                                      | Сертификация | Продажи |
| --------------------------------------------------------------------------- | ------------ | ------- |
| Великобритания (BPI)                                                        | Золотой      | 400 000 |
| Данные о продажах + прослушиваниях приведены только на основе сертификации. |              |         |

## Использование
- Мадонна использовала сэмпл трека в ремикс-версии своего сингла 2000 года «Music» для своего тура Sticky & Sweet Tour.